# Миропільська вулиця (Київ)
Миро́пільська ву́лиця — вулиця у Дніпровському районі м. Києва, житловий масив Північно-Броварський. Пролягає від Чернігівської площі до проспекту Алішера Навої та вулиці Остафія Дашкевича.
Прилучаються вулиці Андрія Малишка, Братиславська, Анатолія Солов'яненка, Космічна, Юності, Міста Шалетт.

## Історія
Виникла у середині XX століття під назвою Нова, сучасну назву набула 1955 року. У період з 1977 по 1993 роки мала назву Комсомольська. У середині 1960-х років вулицю перебудовано і значно продовжено. 
У 1968 році від неї відокремлено проспект Алішера Навої. У 1969 році її правий бік отримав назву Братиславська вулиця.

## Установи
На вулиці розташовані:
- Київський муніципальний академічний театр ляльок (№ 1)
- Міська психоневрологічна лікарня № 2 (№ 8)
- Міський мовний центр реабілітації дітей підлітків та дорослих (№ 8)
- Кінотеатр «Алмаз» (№ 19)
- Бібліотека ім. А. Малишка (№ 19)
- Дніпровська районна організація товариства Червоного Хреста України (№ 19)
- Спортивний клуб «Отаман»